# Западное кладбище (Копенгаген)

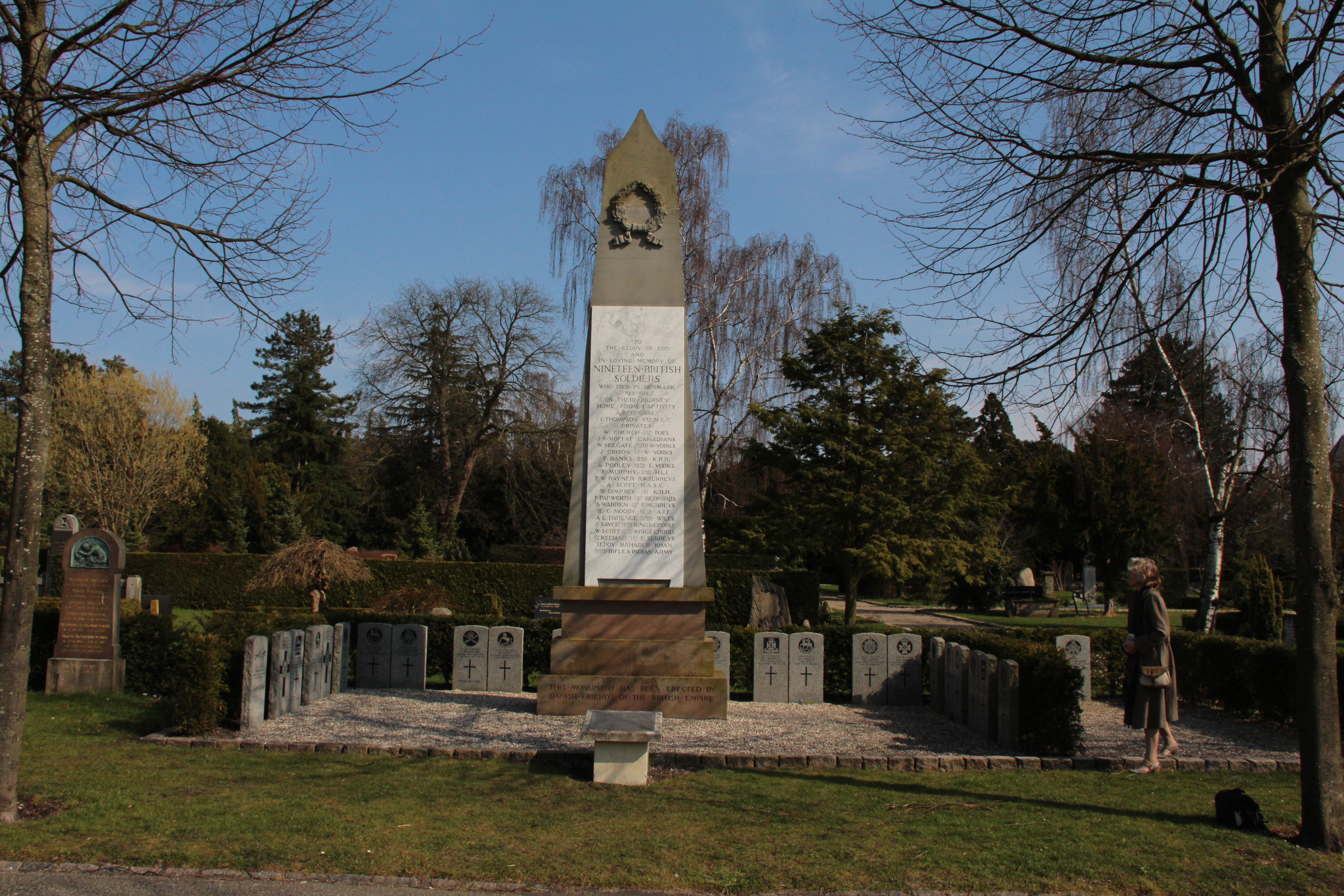
Памятник британским солдатам, жертвам Первой мировой войны

Западное кладбище (Вестре-киркегорд) (дат. Vestre Kirkegård (København)) — городское кладбище, расположено в Копенгагене (Дания) в районе Южной гавани в Вестербро, близ станции Сюдхавн (недалеко от штаб-квартиры Carlsberg).
Кладбище был освящено в 1870 году. Построено по проекту архитекторов Ханса Холма и Эдварда Глезела. Первоначально предназначалось для захоронения бедных, однако в течение 1990-х годов Западное кладбище стало основным местом захоронения Копенгагена.
Площадь кладбища составляет 537 000 м², длина около полутора километров и ширина около километра, таким образом, является самым большим кладбищем в Скандинавии. Место захоронения многих выдающихся деятелей культуры и науки, политиков.
Здесь находится массовое захоронение тысяч немцев-беженцев, умерших в Дании после окончания Второй мировой войны, а также 4643 из 10250 солдат Третьего рейха, похороненных на территории Дании. Многие немецкие солдаты, умерли от ран, прибыв на излечение с Восточного фронта.
Ежегодно Народный союз Германии по уходу за военными захоронениями выделяет значительные средства для обнаружения, идентификации, перезахоронения и на сохранение памяти сотен тысяч немецких солдат, павших на полях сражений по всей Европе, в том числе, в Дании.
На Западном кладбище на берегу озера, расположены две часовни. Имеется ряд специальных участков, предназначенных для определенных категорий похороненных: могилы представителей Армии спасения, жителей Фарерских островов, Гренландии, мусульманский участок. С северо-востока к Западному кладбищу примыкает католическое и еврейское Западные кладбища.

## Известные персоны, похороненные на Западном кладбище
- Банг, Герман — писатель
- Бухль, Вильхельм — политик, премьер-министр Дании (1942)
- Кампманн, Вигго — политик, премьер-министр Дании (1960—1962)
- Кох, Йорген Хансен — архитектор
- Анна Мари Карл-Нильсен —  скульптор
- Краг, Йенс Отто — политик, премьер-министр Дании (1962—1968 и 1971—1972)
- Нильсен, Аста — киноактриса
- Нильсен, Карл — композитор
- Петерсен, Юлиус — математик
- Расмуссен, Кнуд — этнограф, антрополог и полярный исследователь
- Сёдерберг, Яльмар — писатель
- Стаунинг, Торвальд  — политик, премьер-министр Дании (1924—1926 и 1929—1942)
- Туксен, Лауриц — художник
- Хансен, Ханс Кристиан — политик, премьер-министр Дании и председатель Социал-демократической партии в 1955—1960 годах.
- Хаммерсхёй, Вильгельм — художник
- Хеттофт, Ханс — политик, премьер-министр Дании в 1947—1950 и 1953—1955 годах.
- Цартман, Кристиан  — художник
- Эриксен, Эдвард —  скульптор, автор статуи андерсеновской Русалочки, ставшей символом Копенгагена и всей Дании

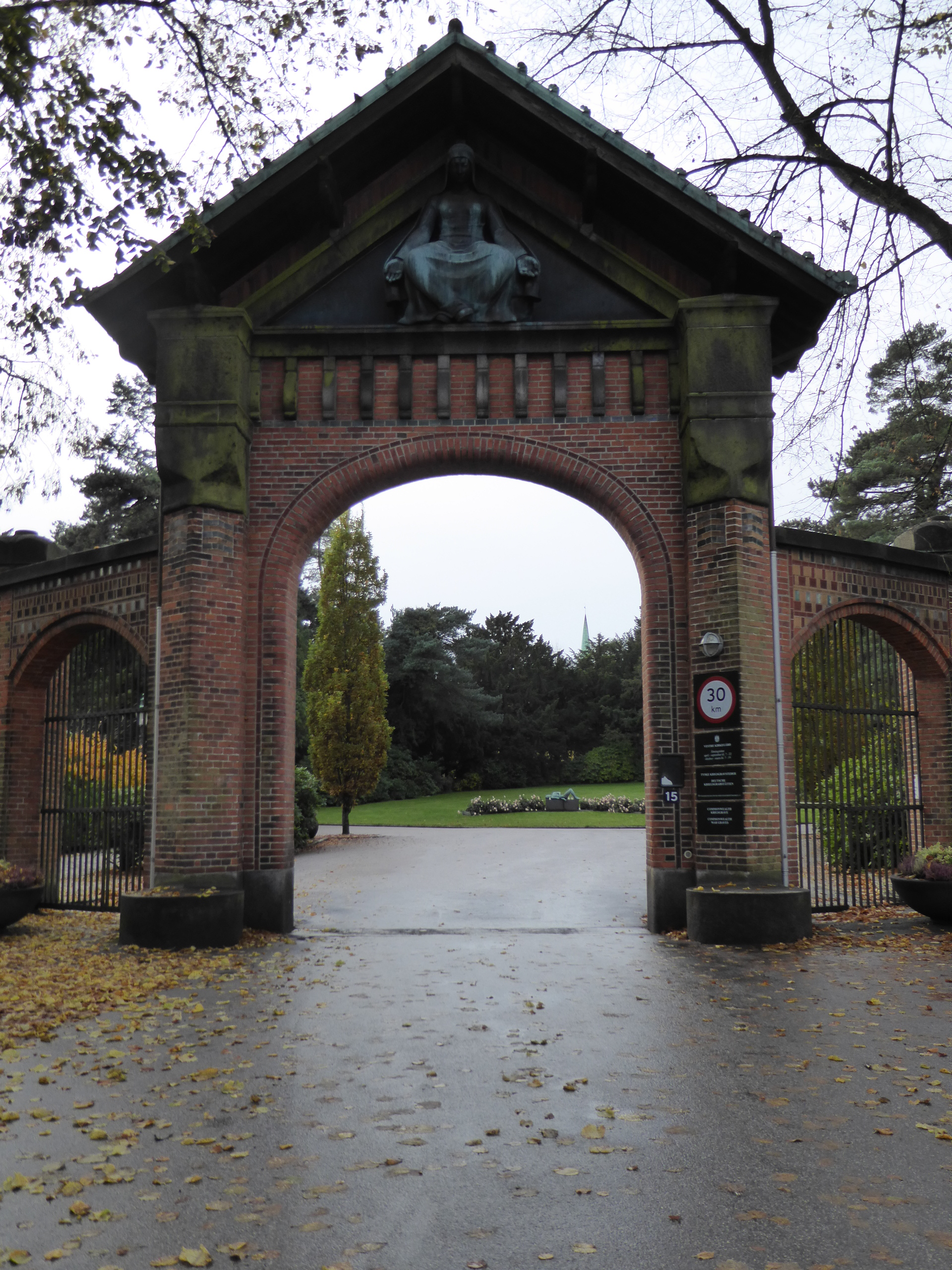
Вход на Западное кладбище
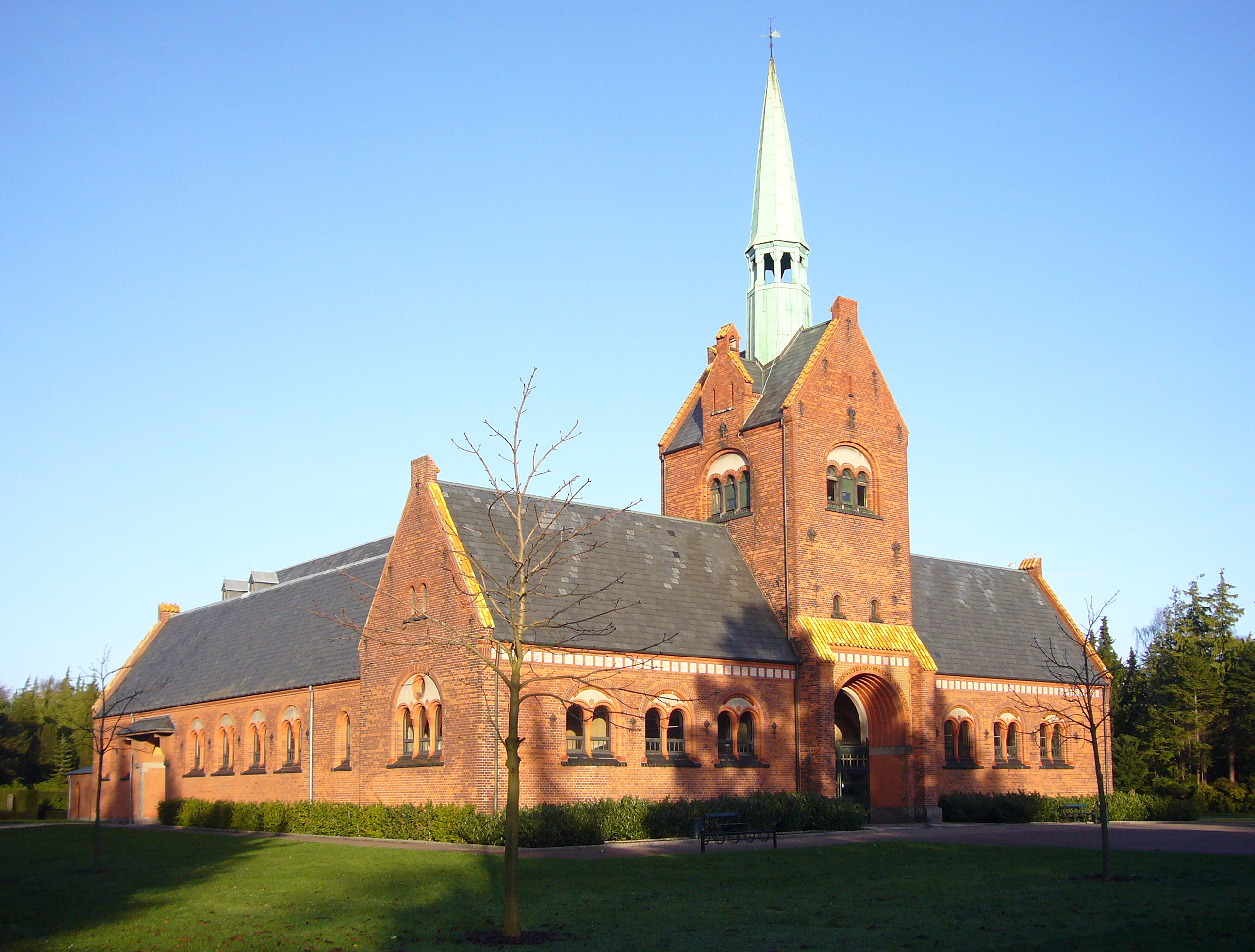
Северная часовня
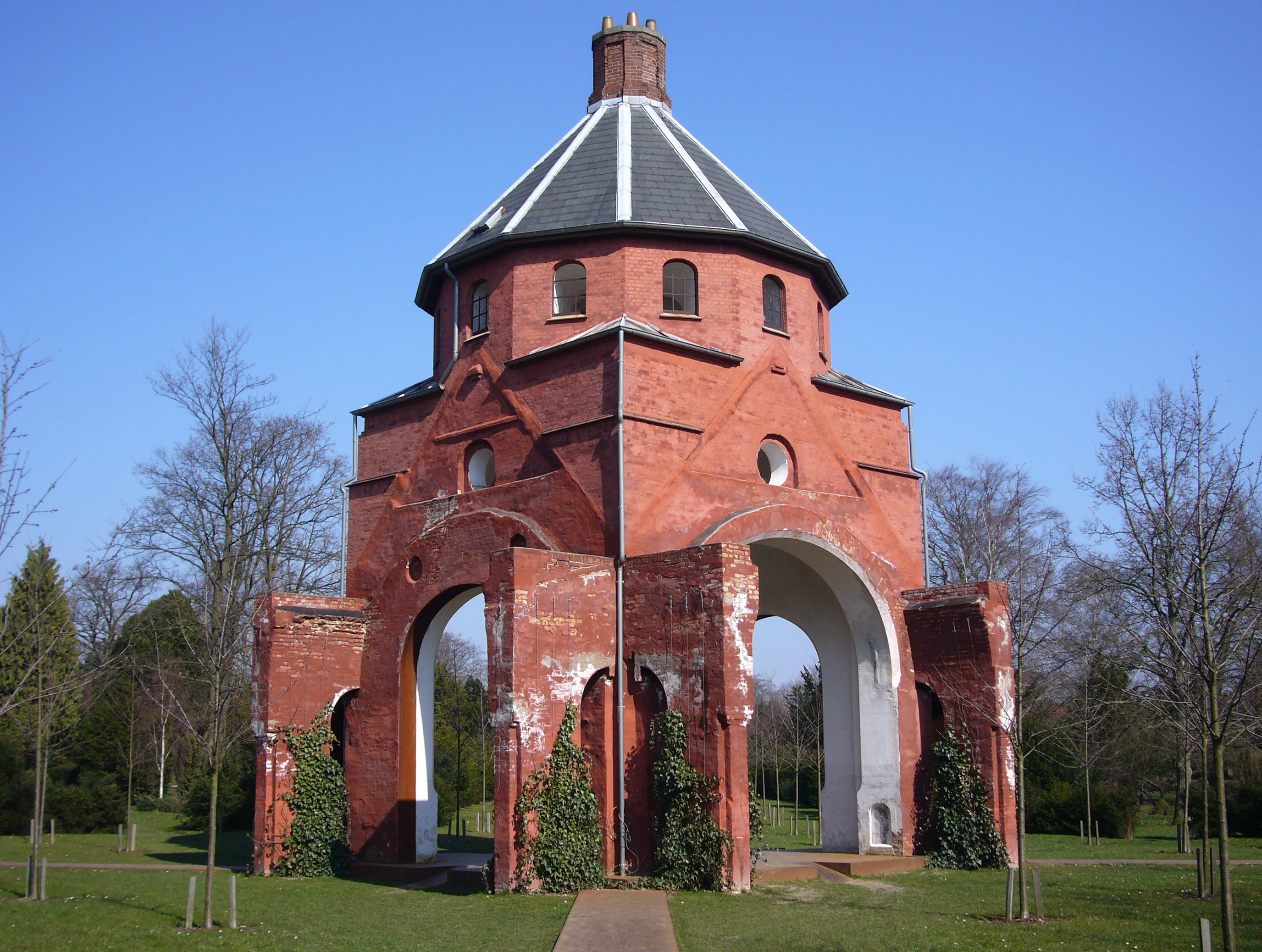
Южная часовня
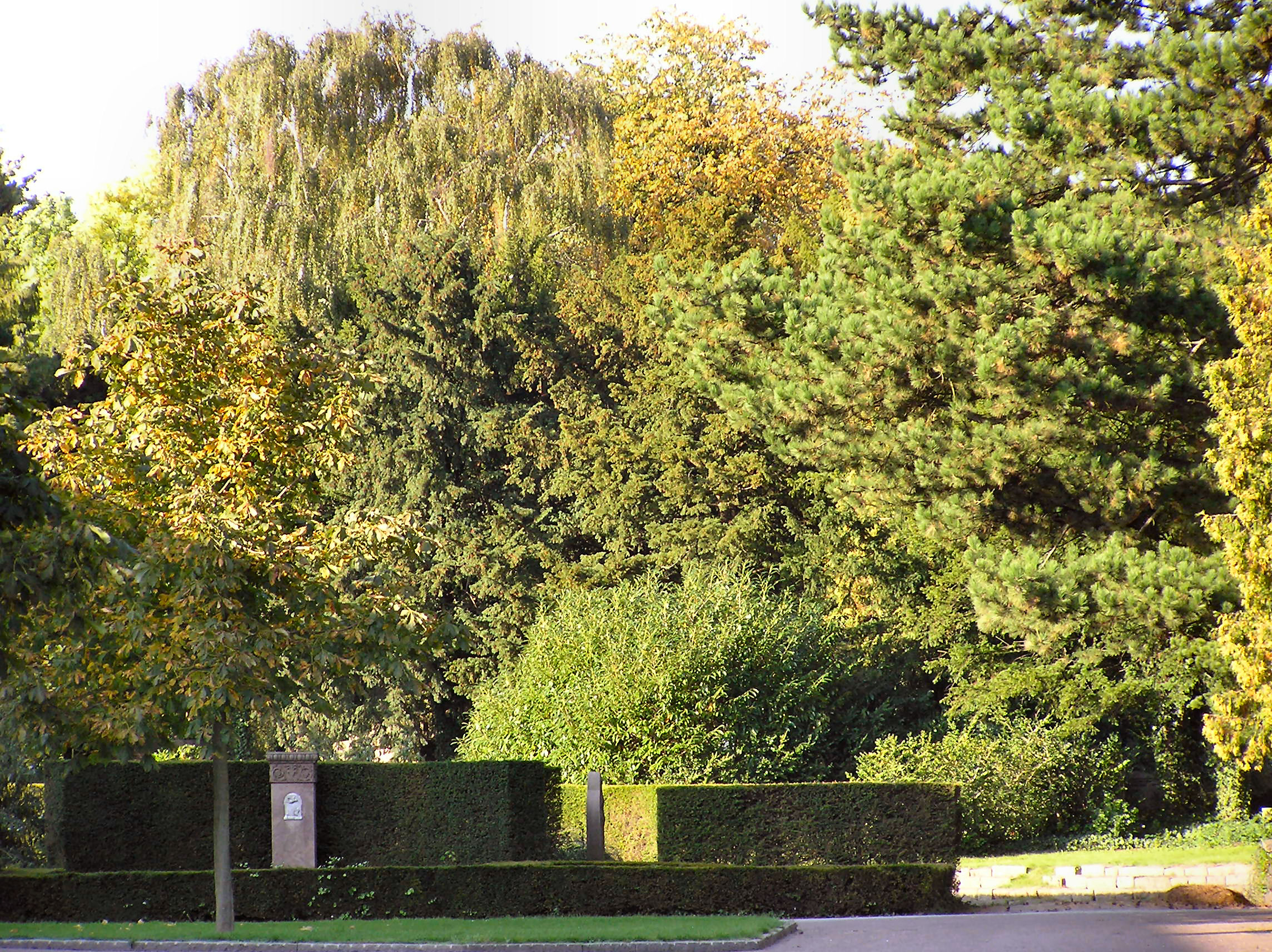
Вид Западного кладбища
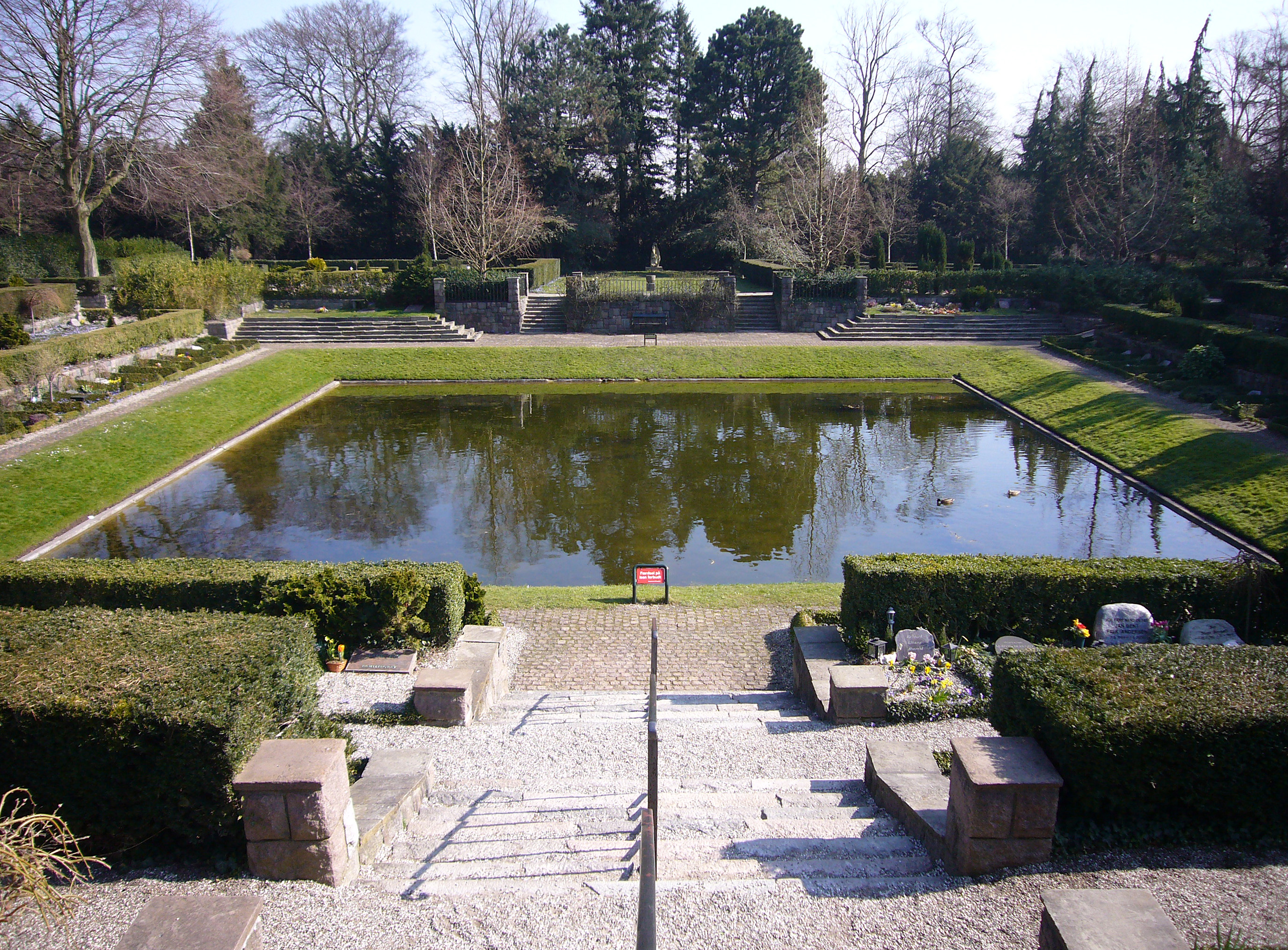
Одно из озёр Западного кладбища
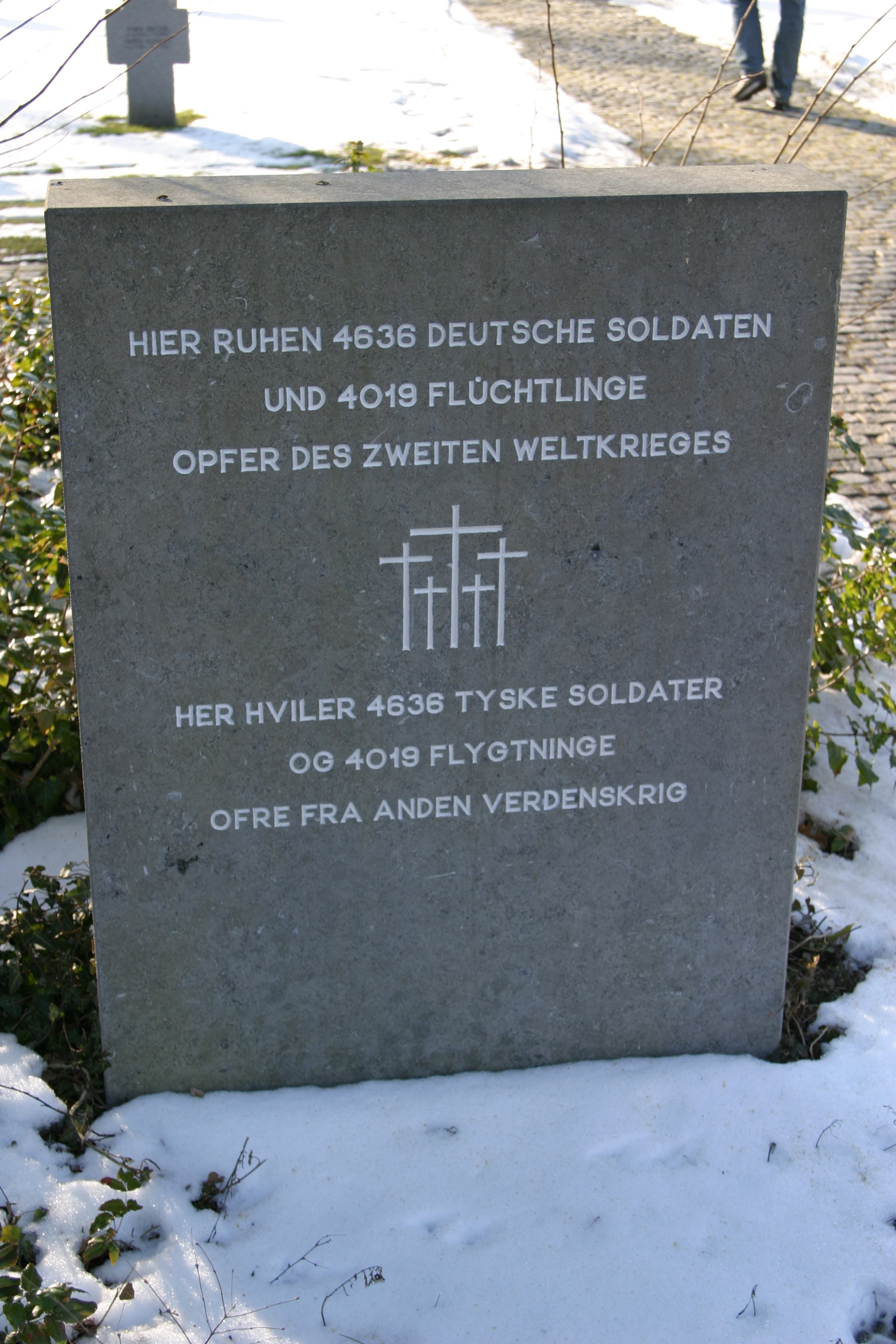
Мемориальная плита в память 4636 немецких солдат и 4019 беженцев
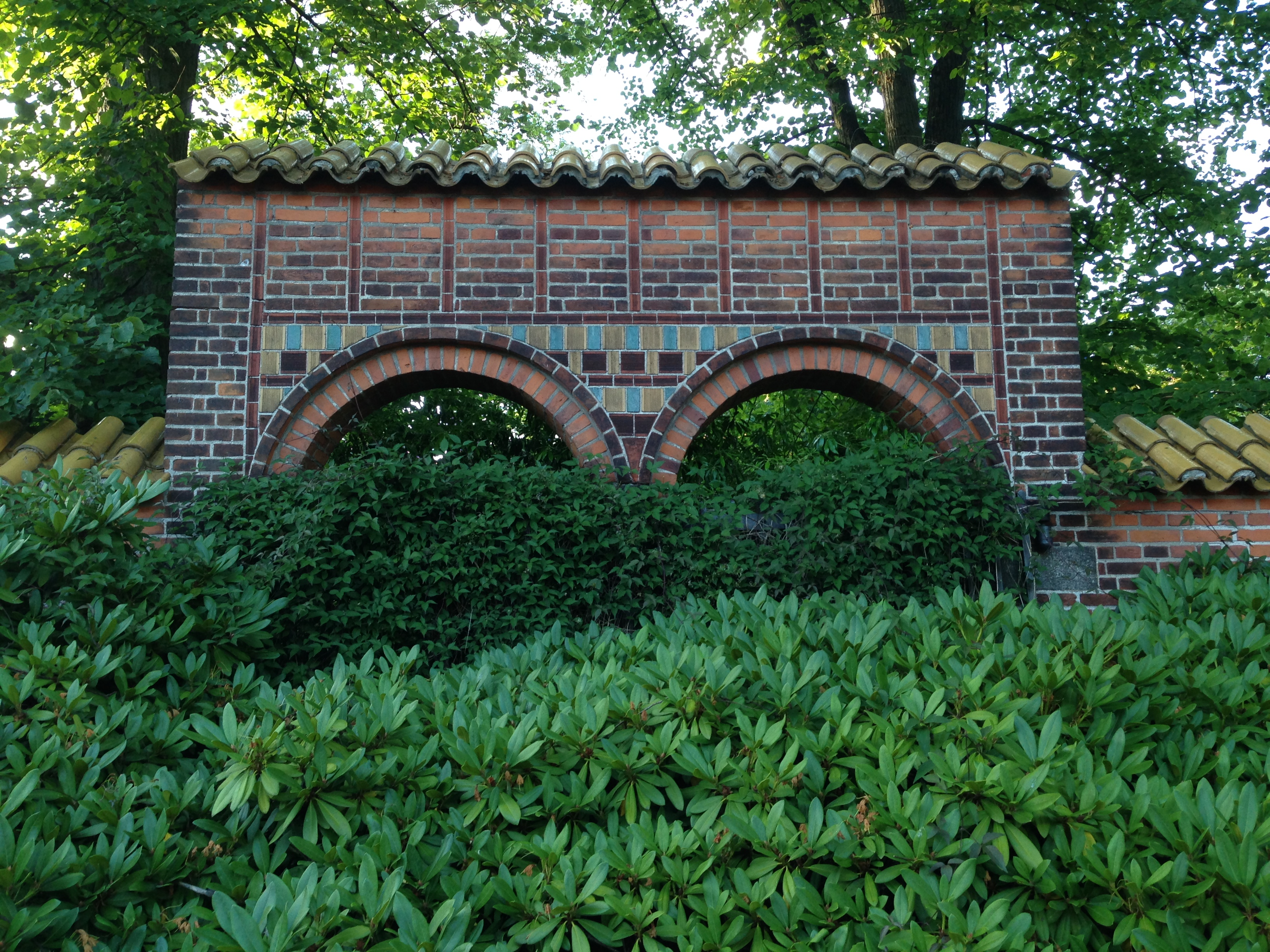
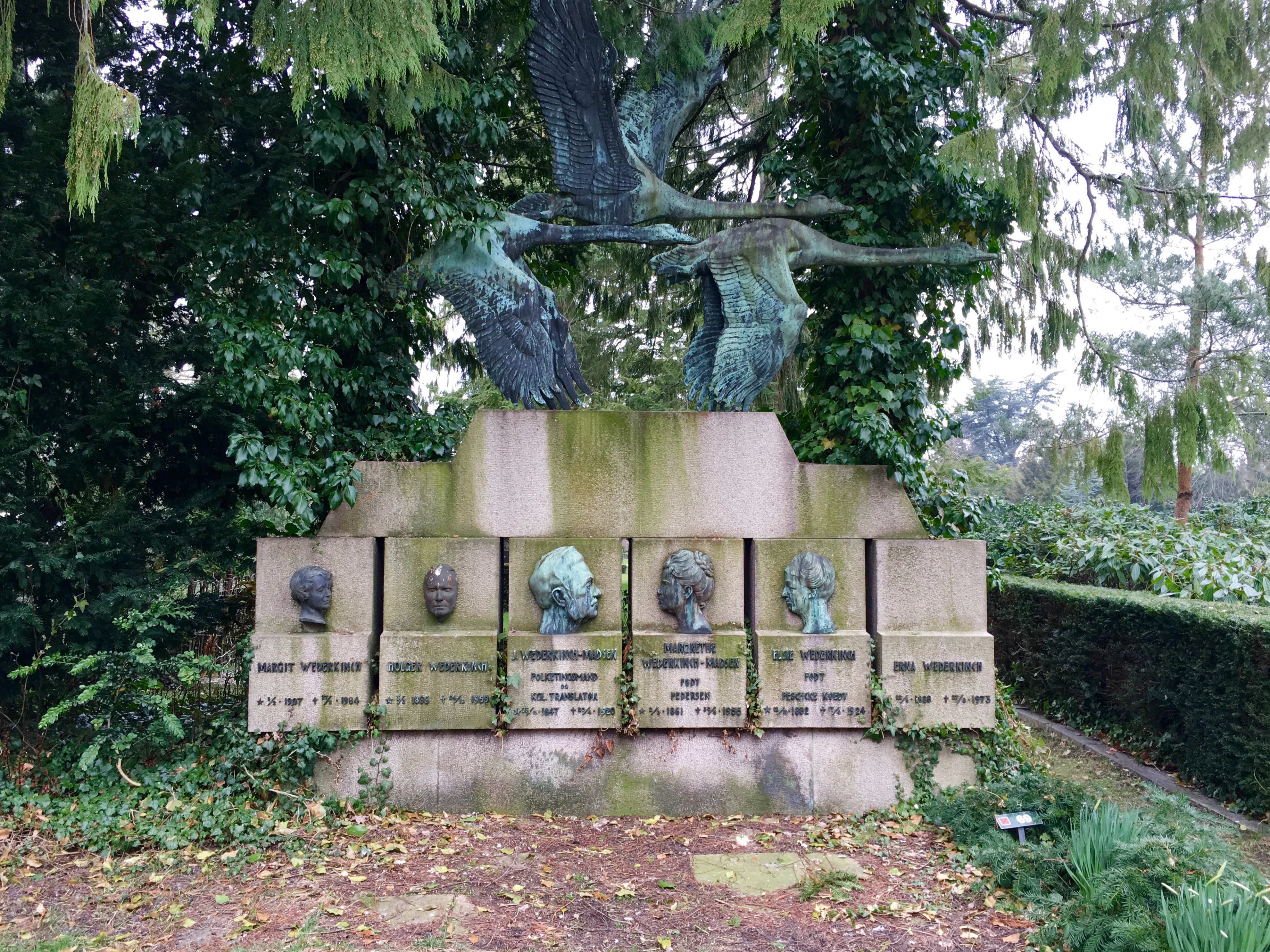
Памятник